# Døde Sjæle (film fra 1909)
Døde Sjæle (russisk: Мёртвые души) er en russisk film fra 1909 af Pjotr Tjardynin.

## Handling
Filmen viser en række episoder fra Nikolaj Gogols værk af samme navn.

## Medvirkende
- Ivan Kamskij som Tjitjikov
- Vasilij Stepanov som Sobakevitj
- Antonina Pozjarskaja
- Pjotr Tjardynin som Nozdrev
- Aleksandra Gontjarova